# Nabwana I.G.G.
Nabwana I.G.G., właśc. Isaac Godfrey Geoffrey Nabwana (ur. 6 listopada 1973 w Kampali) – ugandyjski reżyser i producent filmowy. Założyciel studia filmowego Wakaliwood. Rozpoznawalność zdobył w 2010 po przesłaniu na YouTube zwiastuna swojego filmu Kto zabił kapitana Alexa? (ang. Who Killed Captain Alex?), a później całego filmu w 2015. Nagranie zyskało status kultowego i do stycznia 2025 zdobyło ponad 9,8 miliona wyświetleń na platformie.

## Historia
Isaac Nabwana spędził dzieciństwo w czasach brutalnego reżimu Idi Amina w latach 70. Jego rodzice zmarli wcześnie i był wychowywany przez dziadków. Podczas gdy dużą część Ugandy dotknęły przemoc i czystki etniczne, pola uprawne należące do dziadka Nabwany były stosunkowo spokojne. Wśród inspiracji filmowych z młodości Isaac wymieniał telewizyjne powtórki Hawaii Five-O i Logan's Run, a także hollywoodzkie kino akcji i sztuk walki. Tak naprawdę nigdy nie był w kinie, znał je wyłącznie z opisów, zwłaszcza swojego brata Roberta Kizito, z którym też namiętnie zaczytywał się w chińskich magazynach poświęconych kung-fu. W 2005, po odbyciu kursu komputerowego w zakresie edycji wideo i obejrzeniu samouczków na temat tworzenia filmów, Nabwana założył firmę Ramon Film Productions, nazywając ją na cześć swoich babć, Rachael i Moniki.
Duża część produkcji filmowych powstaje w jego domu. Ramon Production brało udział w realizacji ponad 44 filmów fabularnych. Niektóre z nich to: Kto zabił kapitana Alexa?, Bad Black, and Tebaatusasula. Przy czym Kto zabił kapitana Alexa? jest uważane za pierwszy pełen akcji film w kinie ugandyjskim. Od 2009 studio zajmuje się również kręceniem teledysków.
Po premierze Kto zabił kapitana Alexa? w 2010 Nabwana I.G.G. szybko zyskał międzynarodowe uznanie i popularność. Film zapewnił Wakaliwood wiernych fanów na całym świecie. Jednym z nich został pochodzący z Nowego Jorku reżyser festiwalowy Alan Hofmanis, który udał się do Ugandy w celu nakręcenia filmu dokumentalnego po tym, jak przyjaciel pracujący w organizacji pozarządowej, pokazał mu zwiastun filmu Kto zabił kapitana Alexa?. Po spotkaniu z Nabwaną i wyprodukowaniu filmu w Ramon Film Productions, Hofmanis przeprowadził się do Ugandy, aby pomóc promować kino Wakaliwood na całym świecie. Jest jednym z producentów wszystkich filmów wytwórni. Sporadycznie pracuje jako aktor przy niektórych tytułach, m.in. zagrał główną rolę w filmie Bad Black z 2016.

## Filmografia
- Ekisa Butwa (2008)
- Valentine: Satanic Day (2010)
- Tebaatusasula (2010)
- Kto zabił kapitana Alexa? (2010)
- The Return of Uncle Benon (2011)
- Rescue Team (2011)
- Bukunja Tekunja Mitti: The Cannibals (2012)
- Black: The Most C.I.D. Wanted (2012)
- The Crazy World: A Waka Starz Movie (2014)
- The Revenge (2015)
- The Ivory Trap: Akanawuusu (2016)
- Once a Soja: Agubiri the Gateman (2016)
- Million Dollar Kid (2016)
- Kapitano (2016)
- Attack on Nyege Nyege Island (2016)
- Bad Black (2016)
- Bruce U (2017)
- Boda Boda Killer: Ani yamutta (2019)
- Kung Fu Brothers (2020)
- Isaak Ninja (2022)
- Kampala Afunda (2023)
- Ekyaapa (2023)
- Kino Kimenke (2023)
- Struggle (2023)
- Katonda Y'amanyi (2023)
- Operation Wakaliga: Fate and Blood (2024)[13]